# باول ريد (لاعب كرة قدم أسترالي)
باول ريد (بالإنجليزية: Paul Reid)‏ (6 يوليو 1979 في أستراليا - ) هو لاعب كرة قدم أسترالي في مركز الوسط. شارك مع منتخب أستراليا تحت 20 سنة لكرة القدم ومنتخب أستراليا لكرة القدم. أما مع النوادي، فقد لعب مع برادفورد سيتي وبرايتون أند هوف ألبيون وسيدني إف سي ونادي أديلايد يونايتد ونادي ملبورن سيتي ووولونغونغ وPolice United F.C. ‏ وMacarthur Rams FC ‏ وروكديل إليندين ‏.

## وصلات خارجية
- باول ريد على موقع الاتحاد الدولي (مؤرشف)  (الإنجليزية)
- باول ريد على موقع قاعدة بيانات كرة القدم.إي يو (الإنجليزية)
- باول ريد على موقع ناشيونال فوتبول تيمز (الإنجليزية)
- باول ريد على موقع Soccerbase.com (لاعب) (الإنجليزية)
- باول ريد على موقع عالم كرة القدم.نت (الإنجليزية)